# سيفتي هاربور
سيفتي هاربور (بالإنجليزية: Safety Harbor)‏ هي مدينة أمريكية تقع في ولاية فلوريدا. تبلغ مساحة هذه المدينة 13 (كم²)،ويبلغ عدد سكانها 16884 نسمة حسب إحصاء سنة 2010 م 16884.تشير إحصاءات سنة 2000م بأن الكثافة السكانية في هذه المدينة تقدر بـ(auto) نسمة/كم2 

## أعلام
- بيلي كونورز
- والتر زين
- كايل كلينتون